# Gare de Vasvár
La gare de Vasvár (en hongrois : Vasvár vasútállomás) est une halte ferroviaire hongroise, située à Vasvár.